# Боднег
Боднег (нем. Bodnegg) — община в Германии, в земле Баден-Вюртемберг.
Подчиняется административному округу Тюбинген. Входит в состав района Равенсбург. Подчиняется управлению Гуллен. Население составляет 3149 человек (на 31 декабря 2010 года). Занимает площадь 24,56 км².

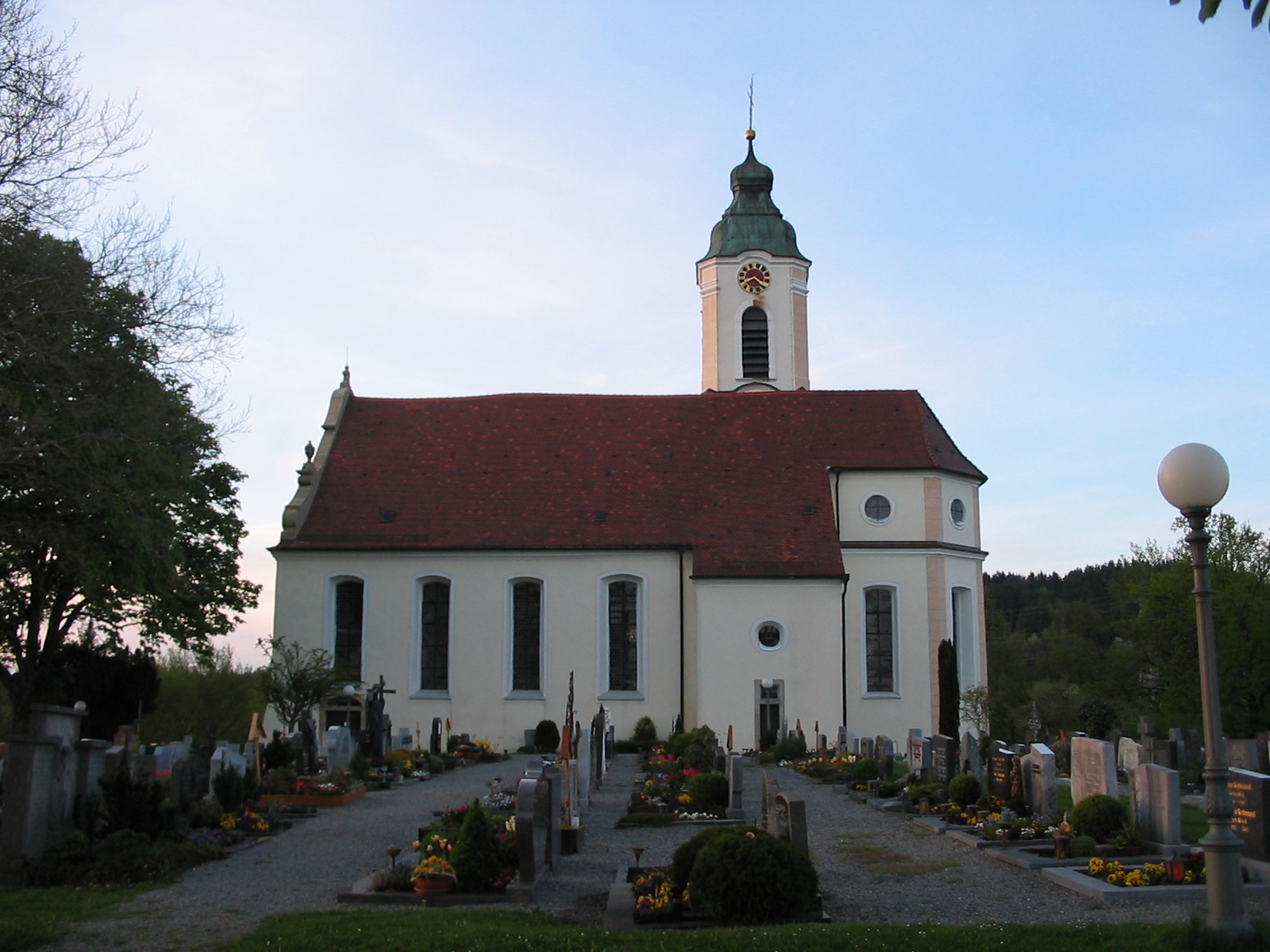
Церковь Боднега вечером